# Clint Longley
Howard Clinton Longley Jr., detto Clint (Wichita Falls, 28 luglio 1952), è un ex giocatore di football americano statunitense che ha giocato nel ruolo di quarterback nella National Football League (NFL) e nella Canadian Football League (CFL). Al college giocò a football alla Abilene Christian University.

## Carriera professionistica

### Dallas Cowboys
Longley lasciò un anno prima del suo anno di eleggibilità, così fu scelto come free agent dai Cincinnati Bengals nel Draft Supplementare del 1974 e poi scambiato coi Dallas Cowboys per una scelta del quinto giro del Draft. In quella stagione fu nominato riserva del quarterback titolare Roger Staubach, dopo aver disputato un ottimo training camp e lo scambio di Craig Morton coi New York Giants.
La sua prestazione più nota fu nella gara del Giorno del Ringraziamento del 1974 contro i Washington Redskins. Longley che allora era un rookie, subentrò nella gara al posto dell'infortunato Roger Staubach coi Cowboys in svantaggio 16-3 nel terzo quarto, col concreto rischio di essere eliminati dalla corsa ai playoff. Dopo aver passato a Billy Joe Dupree un touchdown da 35 yard, guidò i Cowboys a un drive da 70 yard culminato con un touchdown su corsa da 1 yard di Walt Garrison. Nel finale, coi Cowboys in svantaggio 23-17 a 28 secondi dal termine, Longley trovò Drew Pearson con un passaggio da touchdown da 50 yard che diede ai Cowboys la vittoria per 24-23. Quella gara fu nominata la seconda migliore della storia del Texas Stadium da ESPN nel 2008.
Dopo un incidente in allenamento in cui colpì con un pugno a tradimento Roger Staubach nella pre-stagione 1979, la squadra lo sospese e lo scambiò coi San Diego Chargers per le loro scelte del primo e del secondo giro del draft che i Cowboys utilizzarono per scegliere il futuro Hall of Famer Tony Dorsett.

### San Diego Chargers
I San Diego Chargers acquisirono Longley con l'intenzione di farlo competere per il ruolo di quarterback con Dan Fouts, ma decisero di svincolarlo dopo il training camp del 1977.

### Toronto Argonauts
Nella stagione 1977, Longley disputò otto gare con i Toronto Argonauts della CFL. Successivamente passò per i roster di St. Louis Cardinals e Hamilton Tiger-Cats, senza tuttavia riuscire ad entrare tra gli effettivi della stagione regolare.

## Statistiche
NFL
| Yard passate  | 441  |
| Touchdown     | 5    |
| Intercetti    | 4    |
| Passer rating | 67,1 |